# Ingarö IF
Ingarö IF är en svensk idrottsförening som bildades den 16 mars 1965. Föreningen är en flersektionsförening som är verksam på Ingarö i Värmdö kommun. Verksamhet bedrivs inom fem sektioner - fotboll, innebandy, friidrott, motion och bordtennis. För de yngsta utövarna finns en sektionsöverskridande verksamhetsgren: Idrottslek för barn 4-5 år.   

## Anläggningar
Föreningens verksamhet bedrivs i huvudsak på Ingarö IP och i Ingarö Sporthall (Skeppet), en fullstor sporthall som ligger inom skolområdet Brunns Skola. Ingarö IP består av ett föreningshus, en naturgräsplan för fotboll, en konstgräsplan för fotboll samt en friidrottsanläggning. Kansliet är beläget i Ingarö Föreningshus, som stod klart i början av 2018. 

## Evenemang
Ingarö IF arrangerar årligen ett antal evenemang, bland annat motionsloppet Paradisloppet och fotbollscupen Ingarö Skärgårdscup. 

## Utmärkelser
2014 utsågs Ingarö IF till” "Årets barn- och ungdomsförening" av Stockholms Fotbollförbund. Året efter, 2015, nominerades föreningen till motsvarande utmärkelse av Riksidrottsförbundet.

## Fotboll
Fotbollen är föreningens största sektion med verksamhet för pojkar och flickor från sex år via barn- och ungdomsverksamhet upp till seniorverksamhet. Damlaget spelar i division 3 och herrlaget spelar i div 5.

## Ordföranden genom åren
| År        | Namn            |
| --------- | --------------- |
| 2015-2025 | Mikael Grennäs  |
| 2012-2014 | Chris Härenstam |
| 2010-2011 | Ann Gustafsson  |
| 2005-2009 | Kent Söderström |
| 2002-2004 | Allan Sooman    |

### Fotnoter
1. ↑  ”Om Ingarö IF”. https://www.ingaroif.se/ingaroif/om.